# 미얀마 축구 연맹
미얀마 축구 연맹(버마어: မြန်မာနိုင်ငံ ဘောလုံး အဖွဲ့ချုပ်, 영어: Myanmar Football Federation)은 미얀마의 축구 협회이다. 국제축구연맹(FIFA)과 아시아 축구 연맹(AFC)에 가입되어 있다. 미얀마 내셔널리그, 미얀마 축구 국가대표팀 등을 관리한다.

## 같이 보기
- 아시아 축구 연맹
- 아세안 축구 연맹
- 미얀마 축구 국가대표팀
- 미얀마 여자 축구 국가대표팀
- 미얀마 내셔널리그